# Ligue nationale de handball
Pour les articles homonymes, voir LNH.
Pour la compétition nommée LNH, voir Championnat de France masculin de handball.
La Ligue nationale de handball (LNH) est une association loi de 1901 fondée le 21 mai 2004. Elle reçoit délégation de la Fédération française de handball pour organiser et promouvoir les compétitions professionnelles des clubs masculins de handball, c'est-à-dire les clubs évoluant dans les Championnats de France de première et deuxième division.
La présidence est assurée par David Tebib depuis avril 2023 et ce jusqu'au terme de la mandature (2025).

## Historique
Créée le 21 mai 2004, la Ligue Nationale de Handball est alors implantée à Pontault-Combault. Alain Smadja est le premier président de la LNH et le reste pendant trois mandats. En mai 2005, la Ligue commercialise pour la première fois les droits des compétitions qui sont acquis par Eurosport. On observe alors une augmentation sensible du montant des droits qui passent de 110 000 à 575 000 € et du nombre de rencontres produites (de 14 à 26 par saison). En mai 2006, la Ligue Nationale de Handball est membre fondateur de l'Association Nationale des Ligues de Sport Professionnel regroupant les Ligues de Basket, de Football, de Handball, de Rugby et de Volley.
À la suite d'une acquisition en janvier 2007, le siège de la Ligue est désormais sise dans le XIIIe arrondissement, au cœur du quartier d'affaires Paris-Rive Gauche, à côté de la Bibliothèque nationale de France. En avril 2008, la deuxième commercialisation des droits médias est acquise pour trois saisons par Orange Sport et Eurosport. La création d'une nouvelle compétition, le Trophée des champions, est annoncée en mars 2010, cette compétition marquant le début de chaque saison.
En juin 2010, l'ancien rugbyman Philippe Bernat-Salles est élu à la présidence de la Ligue, la convention liant la LNH à la FFHB étant par ailleurs renouvelée. À la suite de la troisième commercialisation des droits médias en juin 2011, le groupe Canal+ acquiert les droits de diffusion, sur Canal+ Sport principalement, pour un match par journée de championnat de D1M, de la Coupe de la Ligue et du Trophée des Champions pour quatre saisons, avec Frédéric Brindelle et Grégory Anquetil comme commentateurs. Six mois plus tard, un nouvel accord est conclu entre la LNH, Canal+ et France Télévisions : détenteur exclusif des droits des compétitions de la Ligue Nationale de Handball, Canal+ accorde une sous-licence à France Télévisions sur une partie de ses droits pour différentes compétitions organisées par la LNH. Les antennes régionales de France 3 pourront diffuser en décrochage, chaque saison, entre six et douze matchs de D1 en direct. En pratique, peu de matchs ont réellement été diffusé. En 2014, c'est BeIn Sports qui décroche les nouveaux droits médias avec la diffusion de 2 matchs de championnat par journée.
Depuis la saison 2017, le Championnat de France de 2e division passe sous la tutelle de la LNH. Dès lors, la Coupe de la ligue oppose les 28 équipes professionnelles. Autre changement majeur, un partenariat de naming est signé avec Lidl, le Championnat de France de 1re division prenant alors le nom de Lidl Starligue. Pour marquer ce tournant, un nouveau logo est mis en place à partir du 1er juillet 2016. Enfin, les clubs peuvent désormais inscrire 16 joueurs sur la feuille de match au lieu de 14.
Le 3 février 2018, l'ancien capitaine de l'équipe de France Olivier Girault est élu à la présidence de la Ligue,, Philippe Bernat-Salles cédant son siège après trois mandats.

## Logotypes

Logo de 2004 à 2008
Logo de 2008 à 2016
Logo de 2016 à 2019
Logo de 2019 à 2024
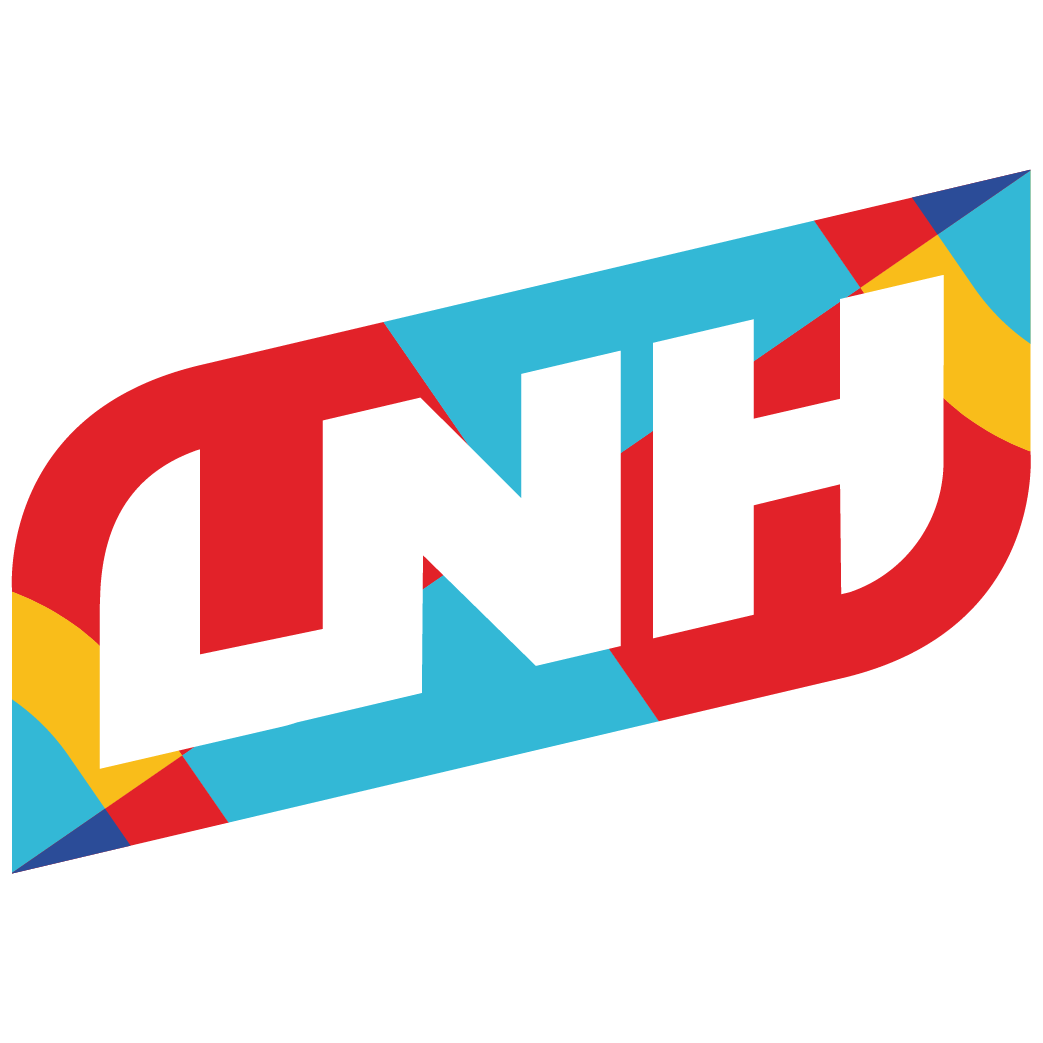
Logo depuis juillet 2024

## Missions
La LNH reçoit délégation de la Fédération française de handball pour :
- organiser, gérer et réglementer le championnat de France masculin de Division 1, le Championnat de France masculin de 2e division, la Coupe de la Ligue (jusqu'en 2022) ainsi que le Trophée des champions[6] ;
- assurer la promotion et le développement des clubs de handball français tant sur le plan national qu'international ;
- commercialiser les compétitions et évènements qu'elle organise ;
- assurer la défense des intérêts matériels et moraux du handball professionnel.

## Administration

### Présidents
En 2004, le premier président de la LNH est Alain Smadja et il effectue trois mandats de deux ans,. En 2009, l’organisation des finales de la Coupe de la Ligue à Miami dans la American Airlines Arena du Heat de Miami, l'une des plus belles salles de la NBA se solde par un fiasco populaire et financier.
En juin 2010, Smadja n'est plus soutenu par les présidents de clubs et l'ancien rugbyman Philippe Bernat-Salles est plébiscité pour le remplacer. En février 2015, il est élu pour un troisième mandat consécutif,.
Le 3 février 2018, Olivier Girault, l'ancien capitaine de l'équipe de France champion olympique en 2008, succède à Bernat-Salles à la présidence de la Ligue,.
En août 2020, Olivier Girault démissionne pour se consacrer à sa candidature à la présidence de la Fédération française de handball. Pour le remplacer jusqu'au terme du mandat en 2021, le Comité Directeur de la Ligue Nationale de Handball a désigné David Tebib, le président de l’Union des Clubs Professionnels de Handball et le président de l'USAM Nîmes Gard.
Le 29 novembre 2021, l'assemblée générale de la LNH a élu Bruno Martini. Le 25 janvier 2023, à la suite de sa démission après une condamnation pour « corruption de mineur », la LNH organisera le 26 janvier une réunion pour organiser l'intérim, jusqu'au prochain vote, planifié pour le 7 mars.
À partir du 26 janvier 2023, David Tebib prend l'intérim,, à la suite de la démission de l'ex-président, Bruno Martini. Unique candidat, il est confirmé à ce poste en avril 2023 et ce jusqu'au terme de la mandature (fin 2024). Il quitte alors la présidence de l’Union des Clubs Professionnels de Handball mais demeure président de l'USAM Nîmes Gard.
| Président              | Période         | Période         | Mandat(s)                      |
| ---------------------- | --------------- | --------------- | ------------------------------ |
| Alain Smadja           | juin 2004       | juin 2010       | 3 x 2 ans                      |
| Philippe Bernat-Salles | juin 2010       | février 2018    | 1 x 2 ans et 2 x 3 ans         |
| Olivier Girault        | février 2018    | août 2020       | 1 x 3 ans (interrompu)         |
| David Tebib            | août 2020       | novembre 2021   | (intérim)                      |
| Bruno Martini          | novembre 2021   | 25 janvier 2023 | 1 x 3 ans (interrompu)         |
| David Tebib            | 26 janvier 2023 | 24 avril 2023   | (intérim)                      |
| David Tebib            | 24 avril 2023   | Maintenant      | Jusqu'au terme de la mandature |

### Instances
Il existe trois instances au sein de la LNH. Leurs rôles et compositions (en 2015) sont les suivants :
- L’assemblée générale réunit les représentants de tous clubs de la ligue ainsi que des représentants des différentes familles (FFHB, joueurs, médecins, entraîneurs, arbitres) et des personnalités qualifiées. Elle se tient deux fois par saison
- Le comité directeur est composé de membres élus pour trois ans lors d’une assemblée générale. Julien Deljarry (Montpellier Handball), Thierry Omeyer (PSG Handball), Gaël Pelletier (HBC Nantes), Alain Aubard (Limoges Handball), Alain Poncet (Chambéry Savoie Mont-Blanc Handball), Vincent Ferey (JS Cherbourg), Christian Laffitte (Pau Billère Handball), sont les représentants des clubs de LNH. Arnaud Dagorne (proposé par l'AJPH et 7Master) et Jérôme Fernandez (proposé par la FFHB), Jean-Patrick Barrero et Jean Philippe Rey (proposé par UCPH) constituent les quatre personnalités qualifiées. Philippe Bana et Pascal Bourgeais représentent la FFHB, Vincent Gérard représente les joueurs et Thierry Anti représente les entraîneurs.

- Le Bureau de la LNH est chargé de gérer les affaires courantes et de préparer les réunions du comité directeur. Élu par le comité directeur, parmi ses membres, il est constitué de David Tebib (Président), Rémy Levy (Vice-Président), Christian Laffitte (Trésorier), Alain Aubard (Secrétaire Général), Alain Poncet (Membre).

### Commissions
Pour assurer le suivi sur des thématiques précises, la LNH comprend cinq commissions aux compétences clairement identifiées.
- La commission nationale d'aide et de contrôle de gestion (CNACG) s'assure principalement que les budgets que lui présentent les clubs sont équilibrés. Outre ce rôle de contrôle, elle peut proposer des informations et des conseils aux clubs afin d'assurer leur pérennité économique.
- La commission de discipline sanctionne les comportements qui pourraient nuire à l'image du handball et les infractions aux règlements de la LNH, aussi bien sur le terrain que dans l'enceinte des matchs.
- La commission juridique a pour principale mission d'homologuer les contrats des joueurs et entraîneurs professionnels. Elle peut également exercer des missions de conciliation, en cas de litige lié aux contrats, ou d'information.
- La commission médicale, constituée de médecins et d'un kinésithérapeute, est chargée du suivi médical des joueurs et de la lutte contre le dopage. Elle veille également sur l'épidémiologie des blessures contractées par les joueurs.
- La commission d'organisation des compétitions (COC) élabore les règlements et calendriers des compétitions de la Ligue. Elle gère également les réclamations et contestations.

## Compétitions et événements

### Championnat D1
Dès sa création en 2004, la LNH s'est chargée de l'organisation du championnat de France, jusqu'alors géré par la fédération. Son format, stable depuis 1994-1995, consiste en une poule unique de 16 équipes qui s'affrontent en matchs aller-retour. Le 1er du classement à l'issue de ces matchs est sacré champion de France. À l'inverse, les deux derniers sont relégués en D2.

### ProLigue
Depuis la saison 2016-2017, le championnat de 2e division, alors appelé ProLigue, est organisé par la LNH. Il se déroule avec une poule unique de 16 clubs qui s'affrontent en matchs aller-retour. À la fin de la saison régulière, le 1er accède à la Liqui Moly StarLigue tandis que des barrages aller-retours sont organisés entre les clubs classés de 2 à 9 pour le 2ème ticket d'accession. Les deux derniers sont relégués en Nationale 1.

### Coupe de la Ligue
Créée en 2002, quelques années avant la LNH, la coupe de la Ligue est une compétition à élimination directe dont le format a souvent évolué. Ses cinq premières éditions rassemblent les huit premières équipes du championnat, d'abord à l'issue de la phase aller (2002 et 2003) puis à la fin du championnat (2004 à 2006), en un seul lieu ou sur deux sites proches. Par la suite, tous les clubs de la LNH y participent et, après plusieurs évolutions, le format est stabilisé depuis l'édition 2011-2012 avec des matchs secs à chaque tour et un final four qui regroupe demi-finales et finales en deux jours et dans la même enceinte. Depuis l'intégration en 2016 de la Division 2 dans le giron de la LNH, les clubs de Proligue participent aussi à la coupe de la Ligue.
Bien que moins prestigieuse que la coupe de France, la coupe de la Ligue a d'autres attraits. Elle est le mode de qualification le plus rapide pour une compétition européenne et son final four plaît aux supporters.
Dans le souci de préserver l’intégrité physique des joueurs en diminuant le nombre de matchs, la Ligue nationale de handball a notamment décidé la suppression de la Coupe de la Ligue à compter de la saison 2022-2023.

### Trophée des Champions
Organisé pour la première fois à Monaco en 2010, le Trophée des Champions est conçu pour lancer la saison puisqu'il a lieu une semaine avant la reprise du championnat.
Il réunit sur un week-end les clubs qui ont remporté un titre lors de la saison précédente (championnat, coupe de la Ligue ou coupe de France) accompagnés du ou des mieux classés au championnat. Les quatre équipes disputent les demi-finales puis la finale ou le match pour la 3e place le lendemain. Depuis 2019, une nouvelle formule est mise en place : une seule rencontre oppose le champion de France et le vainqueur de la Coupe de la Ligue ou, à défaut, le deuxième du championnat.

### Hand Star Game
Depuis 2013, le Hand Star Game est un match amical annuel opposant en décembre ou janvier une sélection des meilleurs joueurs français aux meilleurs joueurs étrangers évoluant en LNH. En plus de ce match amical, la LNH a mis en place une série d'animations pour encore plus de spectacle et ravir les spectateurs.